# Mesochorus meridionator
Mesochorus meridionator är en stekelart som beskrevs av Aubert 1966. Mesochorus meridionator ingår i släktet Mesochorus och familjen brokparasitsteklar. Inga underarter finns listade i Catalogue of Life.